# Ferdinando I di Braganza

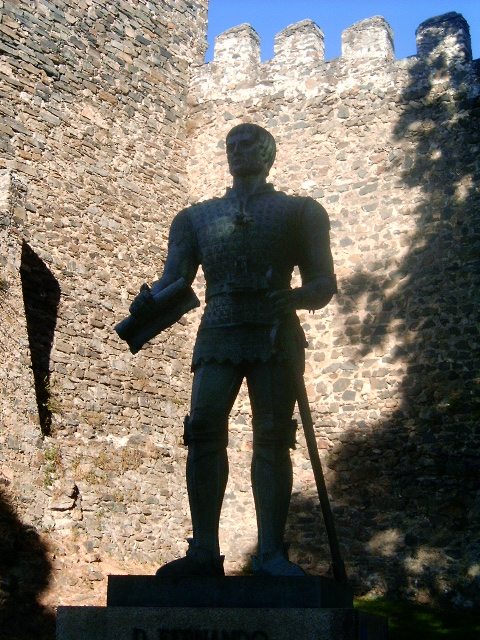
Statua di Fernando I nel Castello di Braganza.

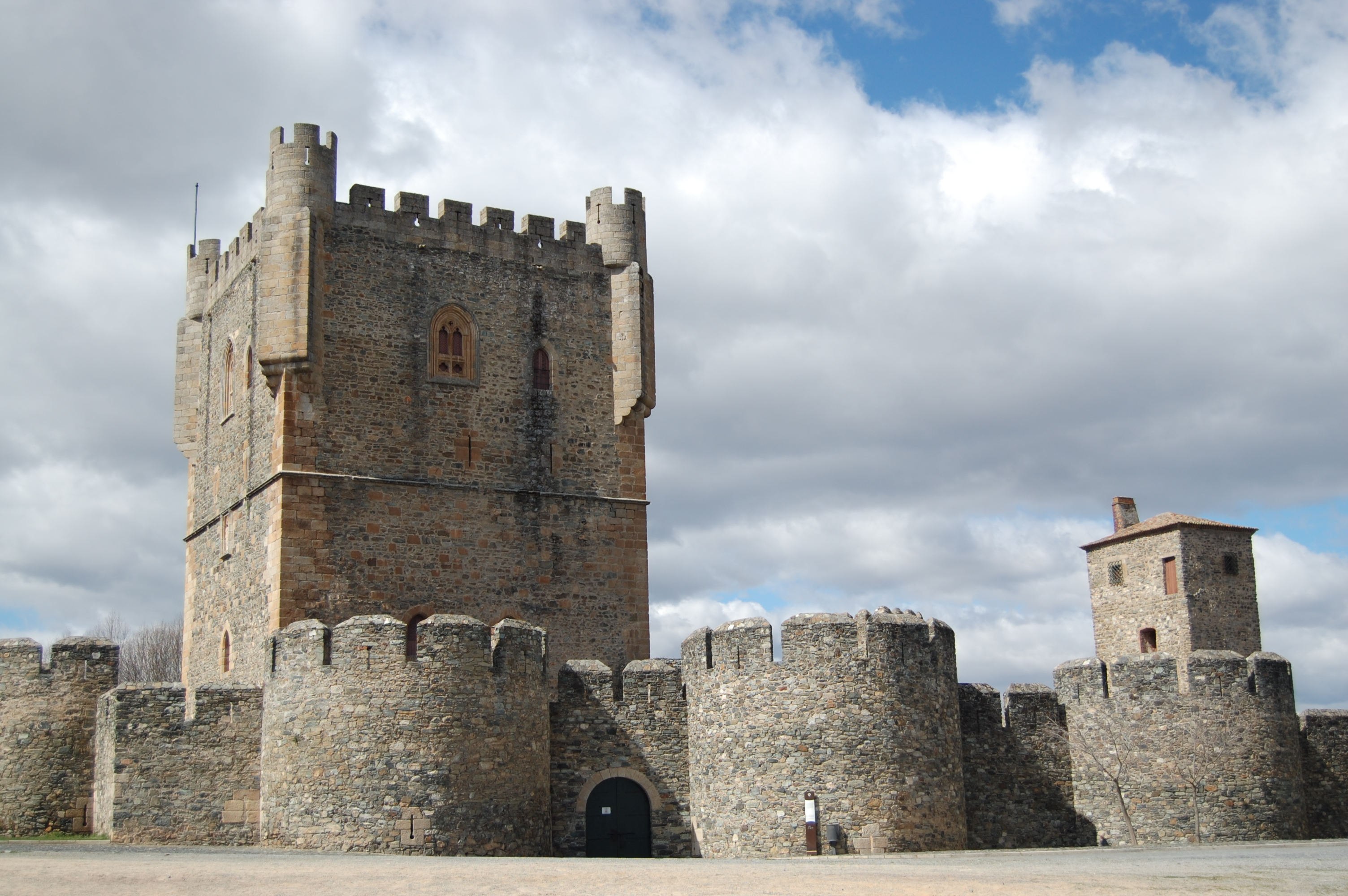
Castello di Bragança.

Ferdinando di Braganza o Ferdinando del Portogallo-Braganza (in portoghese: Fernando I, Duque de Bragança; 1403 – Vila Viçosa, 1º aprile 1478) fu conte di Arraiolos dal 1431, conte di Ourém dal 1460 e conte di Barcelos e secondo duca di Braganza dal 1461 alla sua morte.

## Origine familiare
Figlio secondogenito del futuro duca di Braganza Alfonso (figlio naturale del re del Portogallo João I o Giovanni I d'Aviz e della sua amante, Inés Pires) e di Beatriz Pereira de Alvim, l'unica figlia di Nuno Álvares Pereira, connestabile del regno e conte di Arraiolos, Barcelos e Ourém, e di sua moglie Leonor de Alvim.

## Biografia
Nel 1412 rimase orfano di madre: durante la sua giovinezza il nonno materno gli affidò il governo della contea di Arraiolos.
Nel 1429 sposò Giovanna di Castro (1407-1479), figlia di Giovanni di Castro, signore di Cadaval.
Nel 1431, alla morte del nonno materno, Nuno Álvares Pereira, ereditò la contea di Arraiolos.
Nel 1433, alla morte del nonno paterno, sul trono del Portogallo salì Edoardo (il fratellastro di suo padre), con il quale nel 1437, pur non approvando il tentativo della conquista di Tangeri, fortemente voluta dagli zii Enrico il Navigatore e Ferdinando detto Fernando il Santo, partecipò all'impresa che si concluse in un disastro. Negli anni successivi Ferdinando fu governatore di Ceuta.
Nel 1455 il re del Portogallo il cugino, Alfonso V detto l'Africano concesse a Ferdinando il marchesato di Vila Viçosa.
Nel 1458 Alfonso V partì per il Nordafrica e il duca di Braganza, Alfonso, ricevette la luogotenenza del regno per tutto il periodo di assenza del re, che, nella conquista della città marocchina di Alcácer-Ceguer, situata tra Tangeri e Ceuta, nel 1458, e poi nella spedizione del 1460, che portò alla conquista di Tangeri, ebbe al suo fianco il cugino, Ferdinando, che nell'occasione si comportò molto bene.
Nel frattempo Ferdinando, nel 1460, alla morte del fratello, Alfonso, conte di Ourém, ereditò la contea di Ourém e nel 1461, alla morte del padre, ereditò la contea di Barcelos e divenne il secondo duca di Braganza.
Al ritorno dalla spedizione africana il re Alfonso V gli fece la grazia di elevare Braganza al rango di città.
Quando nel 1470 suo cugino, il re Alfonso, si imbarcò in un'ultima campagna contro i musulmani del Nord Africa, Ferdinando fu nominato aiutante della reggente del regno, l'infanta Giovanna, figlia di Alfonso V.
>La spedizione portò alla conquista di Arzila (1470) e alla definitiva conquista di Tangeri, nel 1471, e fece guadagnare ad Alfonso V il soprannome di Africano.
Ferdinando morì nel 1478 e gli successe il figlio Fernando.

## Discendenza
Ferdinando dalla moglie, Giovanna, ebbe nove figli:
- Fernando (1430 - 1483), duca di Braganza con il nome di Fernando II e conte di Arraiolos;
- Isabella di Braganza (1432 - ?), religiosa;
- Beatrice di Braganza (1434 - ?), marchesa di Vila Real per il suo matrimonio con Pedro de Menezes;
- Giovanni di Braganza (1435 - 1484), marchese di Montemor-o-Novo;
- Guidomara di Braganza (1437 - ?), contessa di Viana do Alentejo, Viana da Foz do Lima, e Valença e contessa di Loulé per il matrimonio con Enrico di Menezes;
- Alvaro di Braganza (1439 - Toledo, 1504), chiamato Alvaro di Portogallo-Braganza. Signore di Melo, Tentúgal, Cadaval, Peral e di Ferreira[non chiaro]; cancelliere e segretario di Giustizia; sposò nel 1479 Filippa di Melo-Villena y Menezes. Da questa unione discesero i duchi di Cadaval, con la baronia della Casa di Braganza;
- Alfonso di Braganza (1441 - 1483), conte di Faro e di Odemira;
- Caterina di Braganza (1442 -?), sposò Giovanni Coutino conte di Marialva, morto nel 1471;
- Antonio di Braganza (1444 - ?).

## Ascendenza
|                           |                          |                             | Genitori                  |  |  | Nonni |  |  | Bisnonni                |  |  | Trisnonni                 |  |
|                           |                          |                             |                           |  |  |       |  |  | Pietro I del Portogallo |  |  | Alfonso IV del Portogallo |  |
|                           |                          |                             |                           |  |  |       |  |  | Pietro I del Portogallo |  |  | Alfonso IV del Portogallo |  |
|                           |                          | Beatrice di Castiglia       |                           |  |  |       |  |  | Pietro I del Portogallo |  |  |                           |  |
| Giovanni I del Portogallo |                          |                             |                           |  |  |       |  |  | Pietro I del Portogallo |  |  |                           |  |
|                           |                          | Teresa Lourenço             | Lourenço Martins de Praza |  |  |       |  |  |                         |  |  |                           |  |
|                           |                          | Teresa Lourenço             | Lourenço Martins de Praza |  |  |       |  |  |                         |  |  |                           |  |
|                           |                          | Teresa Lourenço             | Sancha Martins            |  |  |       |  |  |                         |  |  |                           |  |
| Alfonso I di Braganza     |                          | Teresa Lourenço             |                           |  |  |       |  |  |                         |  |  |                           |  |
|                           |                          | Pero Esteves                | …                         |  |  |       |  |  |                         |  |  |                           |  |
|                           |                          | Pero Esteves                | …                         |  |  |       |  |  |                         |  |  |                           |  |
|                           |                          | Pero Esteves                | …                         |  |  |       |  |  |                         |  |  |                           |  |
| Inês Pires                |                          | Pero Esteves                |                           |  |  |       |  |  |                         |  |  |                           |  |
|                           |                          | Maria Anes                  | …                         |  |  |       |  |  |                         |  |  |                           |  |
|                           |                          | Maria Anes                  | …                         |  |  |       |  |  |                         |  |  |                           |  |
|                           |                          | Maria Anes                  | …                         |  |  |       |  |  |                         |  |  |                           |  |
| Ferdinando I di Braganza  |                          | Maria Anes                  |                           |  |  |       |  |  |                         |  |  |                           |  |
|                           | Álvaro Gonçalves Pereira | …                           |                           |  |  |       |  |  |                         |  |  |                           |  |
|                           | Álvaro Gonçalves Pereira | …                           |                           |  |  |       |  |  |                         |  |  |                           |  |
|                           | Álvaro Gonçalves Pereira | …                           |                           |  |  |       |  |  |                         |  |  |                           |  |
| Nuno Álvares Pereira      | Álvaro Gonçalves Pereira |                             |                           |  |  |       |  |  |                         |  |  |                           |  |
|                           |                          | Iria Gonçalves do Carvalhal | …                         |  |  |       |  |  |                         |  |  |                           |  |
|                           |                          | Iria Gonçalves do Carvalhal | …                         |  |  |       |  |  |                         |  |  |                           |  |
|                           |                          | Iria Gonçalves do Carvalhal | …                         |  |  |       |  |  |                         |  |  |                           |  |
| Beatrice Pereira de Alvim |                          | Iria Gonçalves do Carvalhal |                           |  |  |       |  |  |                         |  |  |                           |  |
|                           |                          | …                           | …                         |  |  |       |  |  |                         |  |  |                           |  |
|                           |                          | …                           | …                         |  |  |       |  |  |                         |  |  |                           |  |
|                           |                          | …                           | …                         |  |  |       |  |  |                         |  |  |                           |  |
| Leonor de Alvim           |                          | …                           |                           |  |  |       |  |  |                         |  |  |                           |  |
|                           |                          | …                           | …                         |  |  |       |  |  |                         |  |  |                           |  |
|                           |                          | …                           | …                         |  |  |       |  |  |                         |  |  |                           |  |
|                           |                          | …                           | …                         |  |  |       |  |  |                         |  |  |                           |  |
|                           |                          | …                           |                           |  |  |       |  |  |                         |  |  |                           |  |